# Người vô hình
Người vô hình (tiếng Anh: The Invisible Man) là một cuốn tiểu thuyết giả tưởng của H. G. Wells phát hành năm 1897 theo từng tập trong Pearson's Weekly và được chuyển thành sách vào cùng năm. Người vô hình mà nhan đề đề cập ở đây là Griffin, một nhà khoa học đã cống hiến hết mình trong công cuộc nghiên cứu về quang học, đồng thời khám phá ra cách thay đổi chiết suất của cơ thể xuống mức ngang với không khí để nó không hấp thụ cũng như phản xạ với ánh sáng. Sau bao năm mày mò nghiên cứu, cuối cùng anh cũng thực hiện thành công thí nghiệm tàng hình nhưng lại không thể đảo ngược kết quả. Do là một người mang tính cách bạo lực và vô trách nhiệm, Griffin đã trở thành một biểu tượng nổi bật đối với dòng tiểu thuyết kinh dị.
Dù những cuốn tiểu thuyết ra mắt trước đó là Cỗ máy thời gian và Hòn đảo của tiến sĩ Moreau được viết bằng cách sử dụng ngôi thứ nhất, Wells lại áp dụng quan điểm khách quan của ngôi kể thứ ba trong Người vô hình. Tác phẩm này được coi là có ảnh hưởng và giúp cho Wells trở thành "cha đẻ của thể loại khoa học viễn tưởng".

## Cốt truyện
Câu chuyện kể về Griffin, một người đàn ông bí ẩn đến ở tại một nhà trọ địa phương nằm tại một ngôi làng ở Iping, Tây Sussex, nước Anh trong một cơn bão tuyết. Người lạ mặt đeo một chiếc áo dày tà dài và găng tay; khuôn mặt của anh được quấn hoàn toàn bằng băng vải ngoại trừ cái mũi giả màu hồng, đồng thời còn đội một chiếc mũ rộng vành. Anh ta sống rất ẩn dật, nóng nảy, và không thân thiện với những người xung quanh. Griffin yêu cầu được ở một mình và dành phần lớn thời gian trong phòng làm việc với một tập hợp các hóa chất và thiết bị phòng thí nghiệm, đồng thời chỉ ra ngoài vào ban đêm. Trong khi Griffin đang ở tại nhà trọ, hàng trăm chai thủy tinh kỳ lạ (mà anh gọi là hành lý của mình) được giao đến nơi. Nhiều người dân thị trấn nghĩ điều này thật kỳ lạ, thế là anh trở thành đề tài bàn tán của làng.
Trong lúc này, một vụ trộm bí ẩn bỗng xảy ra trong làng, ngay giữa lúc Griffin sắp trắng tay và cố gắng tìm cách trả tiền ăn ở. Khi bà chủ nhà trọ yêu cầu anh thanh toán tiền rồi rời khỏi nơi ấy, Griffen bèn trở nên phẫn nộ rồi thể hiện khả năng tàng hình của mình trước mặt mọi người. Nỗ lực bắt giữ kẻ lạ mặt của thầy quyền Jaffers bỗng chốc tiêu tan khi Griffen cởi sạch quần áo ra để tận dụng lợi thế tàng hình, hạ gục những kẻ định bắt anh rồi chạy trốn đến South Downs.
Griffin bắt một kẻ lang thang tên Thomas Marvel rồi buộc hắn trở thành trợ lý của anh. Cùng với Marvel, anh trở về làng để lấy lại ba cuốn sổ ghi chép các bước thí nghiệm. Khi Marvel cố gắng phản bội Người vô hình bằng cách cầu cứu cảnh sát, Griffin đuổi theo hắn đến tận thị trấn ven biển của Cảng Burdock, đe dọa giết chết Marvel. Marvel trốn thoát đến một quán trọ địa phương và được cứu bởi những người ở trọ nhưng Griffin lại tẩu thoát thành công. Marvel sau đó đi đến đồn cảnh sát và nói với họ về "người vô hình" này, sau đó yêu cầu được nhốt trong một nhà tù an ninh cao.
Sự giận dữ của Griffin trong việc trả thù Marvel đã dẫn việc anh bị bắn. Anh bèn đến trú ẩn trong một căn nhà gần đó mà hóa ra lại thuộc về Bác sĩ Kemp, một người quen cũ từ trường y khoa. Tại đây, anh tiết lộ danh tính thực sự của mình với Kemp: Người vô hình là Griffin, một cựu sinh viên y khoa đã rời ngành dược để cống hiến hết mình cho quang học. Griffin kể lại cách mình phát minh ra hóa chất có khả năng làm cơ thể vô hình. Ban đầu anh thí nghiệm trên một mảnh vải, kế đến là con mèo và cuối cùng là chính mình. Để tránh bị phát giác, anh đã phóng hỏa căn nhà mà mình tá túc hòng xóa sạch mọi chứng cứ về cuộc thí nghiệm.
Lang thang trên đường trong trạng thái vô hình, Griffin nhận ra mình không có đủ vật dụng để có thể tồn tại, thế nên anh đã đánh cắp một số quần áo trong một cửa hàng trên đường Drury. Sau đó, anh tiến về Iping để đảo ngược lại kết quả của cuộc thí nghiệm. Lúc này, do đắm chìm trong ảo tưởng về sự chinh phục và vĩ cuồng, Griffin nghĩ rằng Kemp có thể liên minh với mình để thống trị thiên hạ. Nào ngờ, Kemp lại bí mật liên lạc với chính quyền địa phương mà đứng đầu là đại tá Adye. Viên đại tá cùng người của mình liền đến dinh thự của Kemp hòng tóm gọn người vô hình. Nhận ra sự phản bội của người bạn, Griffin cuống cuồng bỏ chạy trước sự ngỡ ngàng của đại tá. Ngày hôm sau, anh gửi một bức thư cho Kemp với nội dung ghi rằng Kemp sẽ là người đầu tiên bị xử tử trong "Thời đại Khủng bố". Dẫu thế nhưng Kemp vẫn giữ được sự lạnh lùng và lập ra kế hoạch, trong đó mình sẽ là mồi nhử. Xui xẻo thay, lá thư miêu tả chi tiết kế hoạch mà anh gửi cho Adye lại bị người vô hình cướp mất. Trong thời gian này, người vô hình cũng ra tay sát hại một người đàn ông tên là Wicksteed.
Griffin bắn Adye, sau đó đột nhập vào nhà Kemp. Các sĩ quan của Adye bèn chống trả lại anh, tạo cơ hội cho Kemp chạy xuống chân đồi thị trấn. Tuy nhiên, Griffin vẫn đuổi sát nút và gần như bóp cổ vị bác sĩ. Chứng kiến cảnh đó, đám đông cư dân thị trấn dồn Griffin vào chân tường và đánh đập anh một cách tàn nhẫn. Bất chấp những việc làm độc ác của Griffin, Kemp vẫn yêu cầu cư dân thị trấn dừng tay lại để cứu sống người vô hình. Nỗ lực ấy vẫn không cứu mạng được Griffin, người đã cất lên những tiếng kêu thảm thiết cuối cùng trong đời mình. Thân thể của Griffin dần lộ diện, nằm phơi ra giữa cảnh bi ai và cô tịch giữa sự giá lạnh chết chóc đến rợn người. Một sĩ quan cảnh sát hét lên rằng ai đó hãy lấy khăn che lại mặt của Griffin.
Đoạn kết tác phẩm kể về việc anh chàng Marvel đã bí mật cất giấu những quyển sách của Griffin, đồng thời, nhờ số tiền năm xưa, giờ đây anh đã trở thành một nhà kinh doanh thành công khi điều hành một nhà trọ mang tên "Người vô hình". Khi rỗi rãi, anh ngồi trong văn phòng và nghiền ngẫm các ghi chú của Griffin với hy vọng một ngày nào đó sẽ tái dựng lại thành quả của Griffin. Vì một số trang đã vô tình bị mất chữ trong lúc chạy trốn, còn các ghi chú còn lại được mã hóa bằng tiếng Hy Lạp và Latinh, nên Marvel không thể hiểu được chúng ngay cả những ký hiệu toán học đơn giản nhất.